# Tatai utcai MÁV tisztviselői lakóházak
A Tatai utcai MÁV tisztviselői lakóházak egy nagy méretű, több házból álló lakótömb Budapest XIII. kerületében a Tatai utca mentén.

## Története
A telep 1912-ben vagy 1913-ban épült meg a mai Szent László út 135-143. / Tatai utca 120-130. / Rokolya u. 50. / Dolmány u. 45. alatti telken a Magyar Államvasutak tisztviselői számára. A létesítményt Jeney Ernő tervezte. Más, korabeli telepektől eltérően nem különítették el a tisztviselők és a dolgozók épületeit, hanem minden épületben alakítottak ki egyszerűbb, és jobban felszerelt lakásokat is.
A 6 egybefüggő, úgynevezett – Magyarországon elsőként – meanderes beépítési móddal készült épület magas oromzatot és mértéktartó geometrikus díszítést kaptak. Ugyan az épület falai vakoltak, az alsó részt terméskő burkolattal látták el.
Érdekesség, hogy régi fényképes tanúsága szerint az épületek sarkain kisebb kupolák emelkedtek, amelyek napjainkban már nem találhatóak meg.
Az épülettömb kialakítása erősen hasonlít Jeney későbbi művére, a pécsi MÁV igazgatósági épületre (Pécs, Szabadság utca 39.).

## Képtár

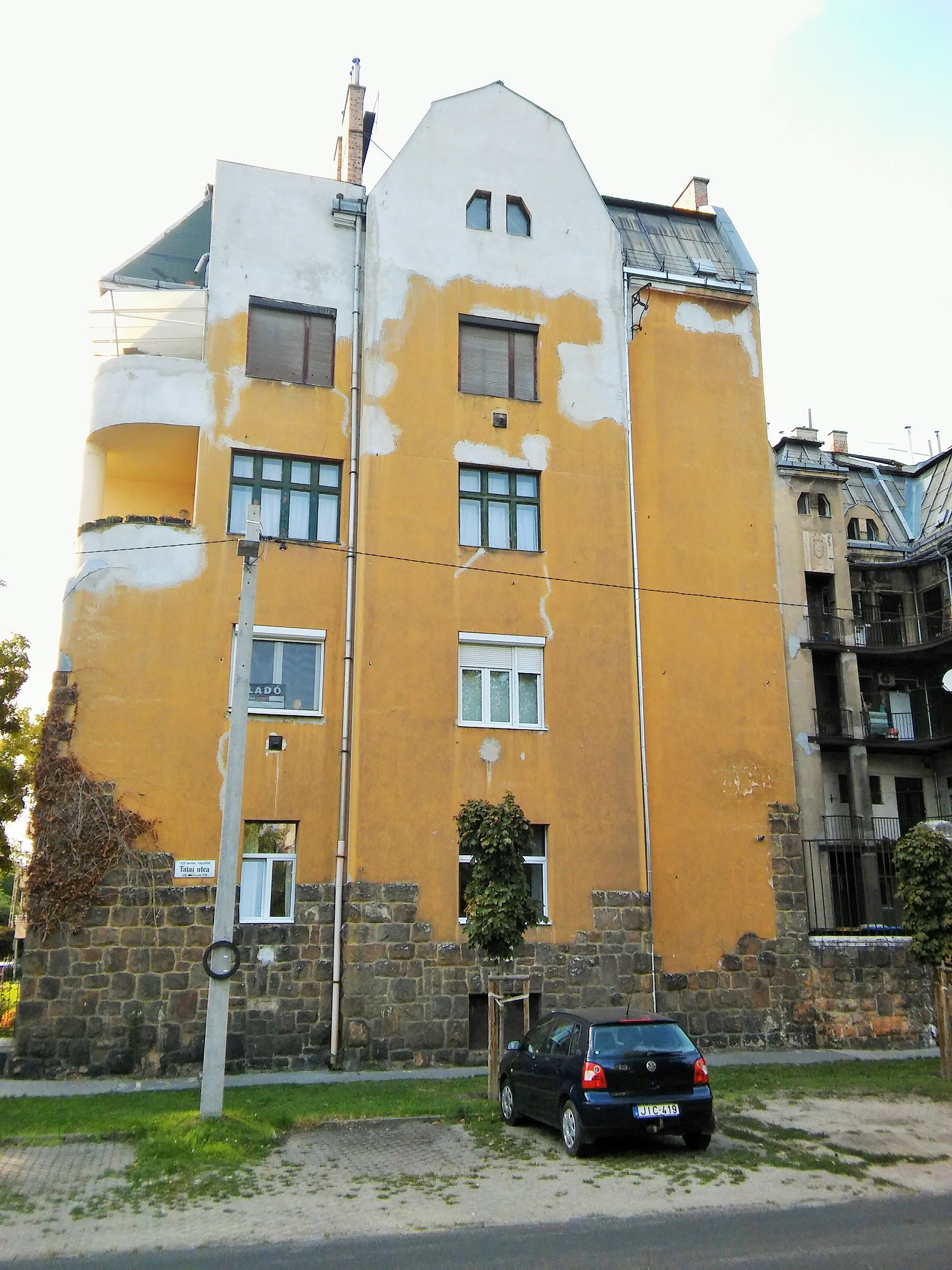
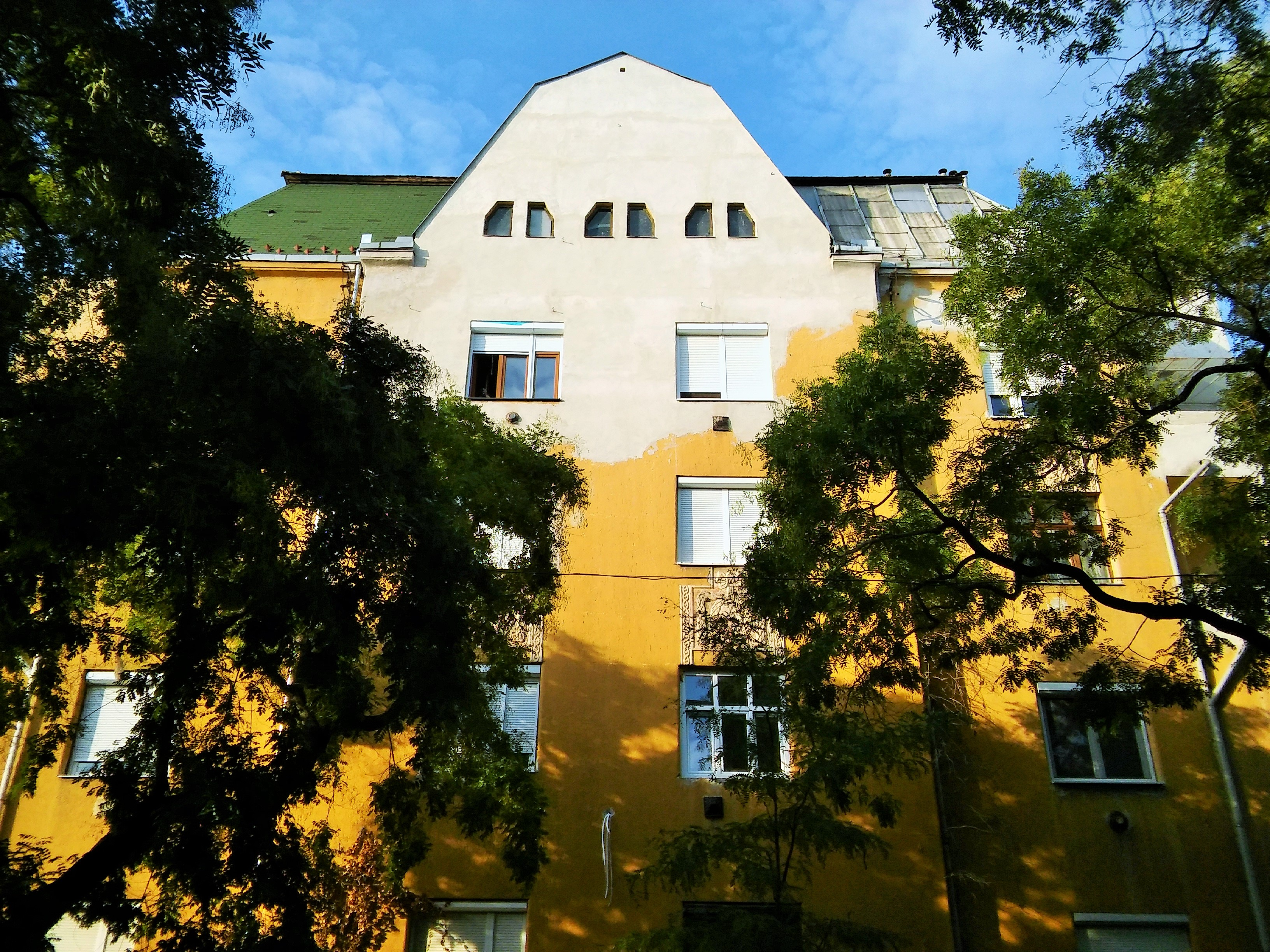
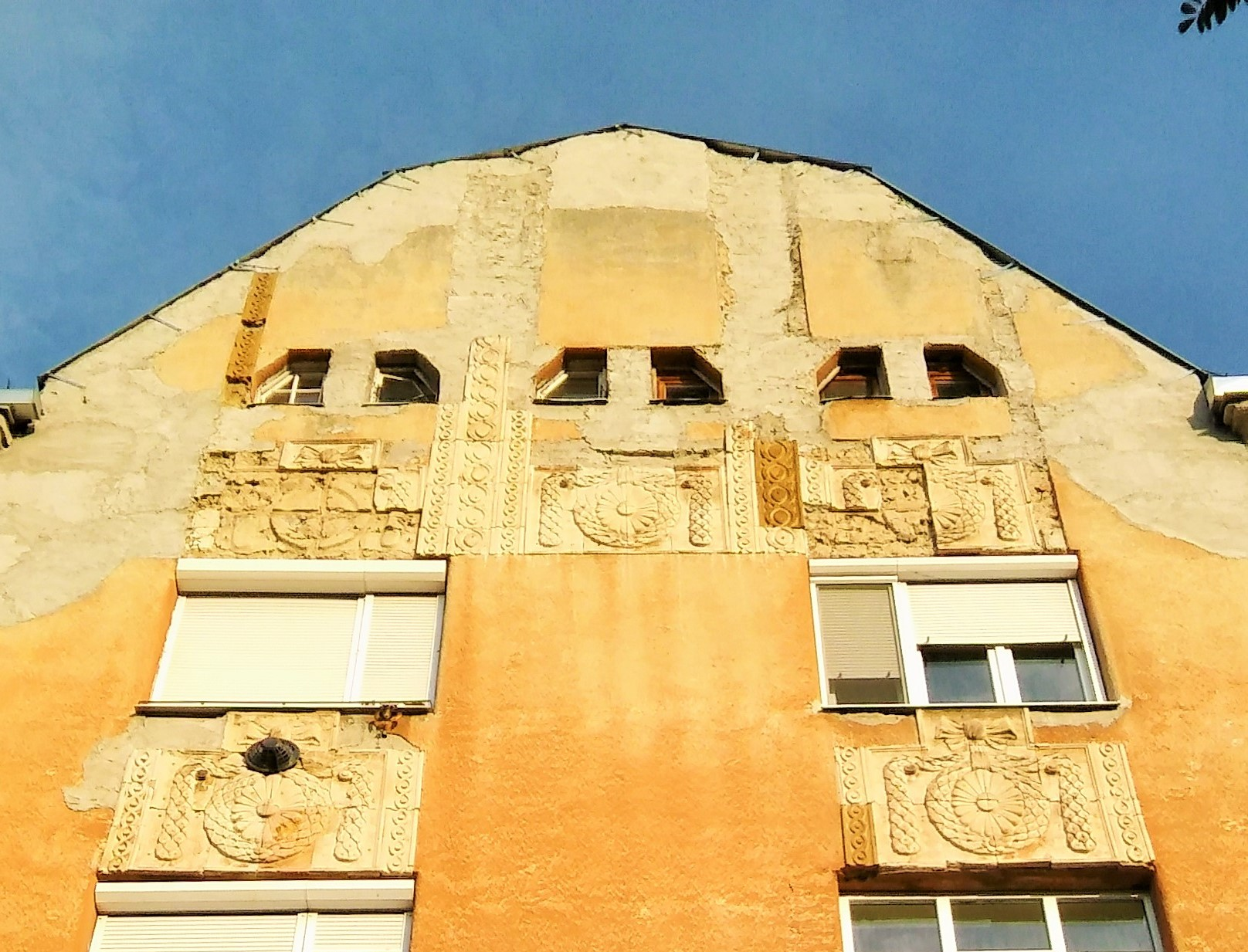
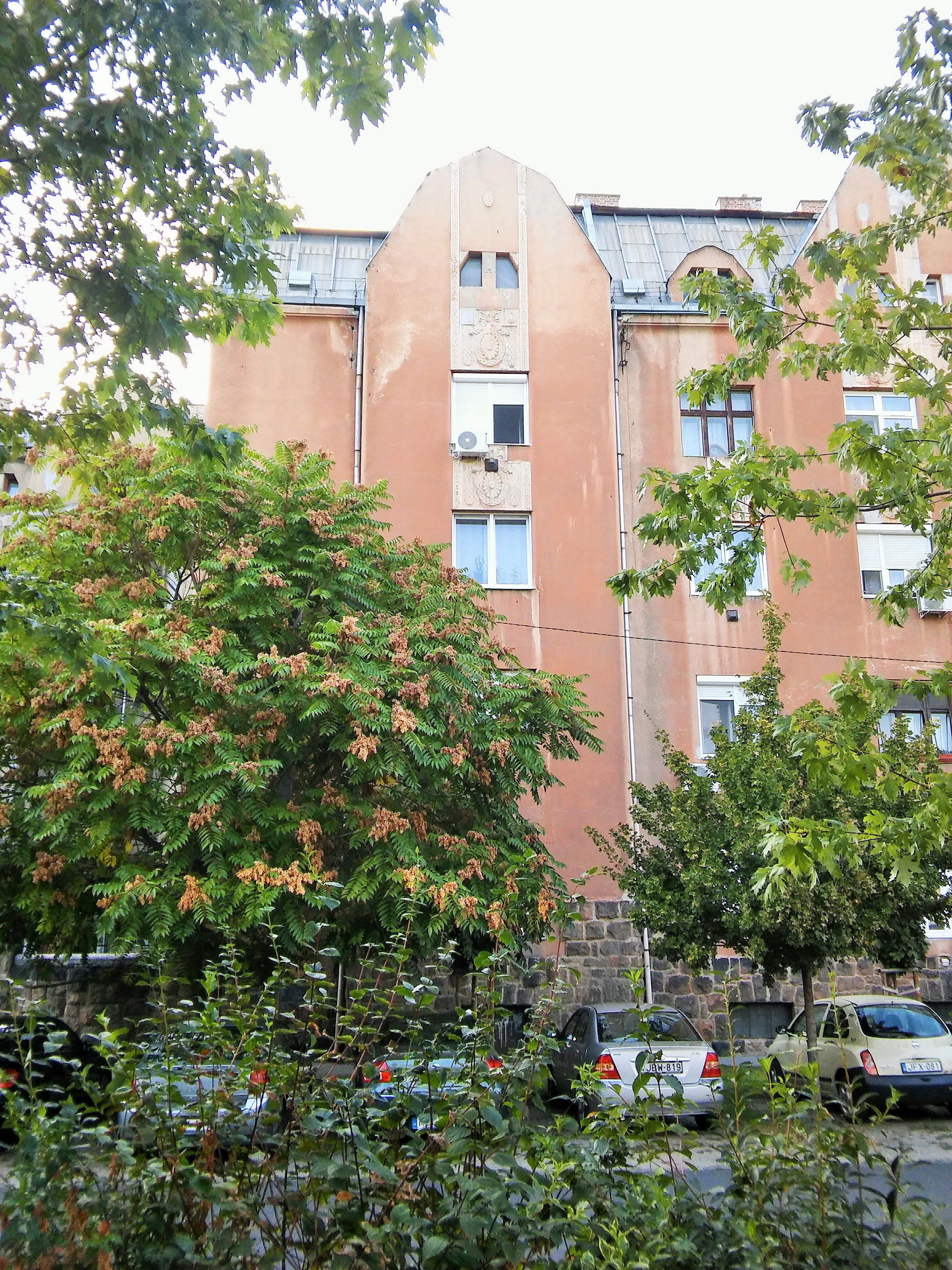
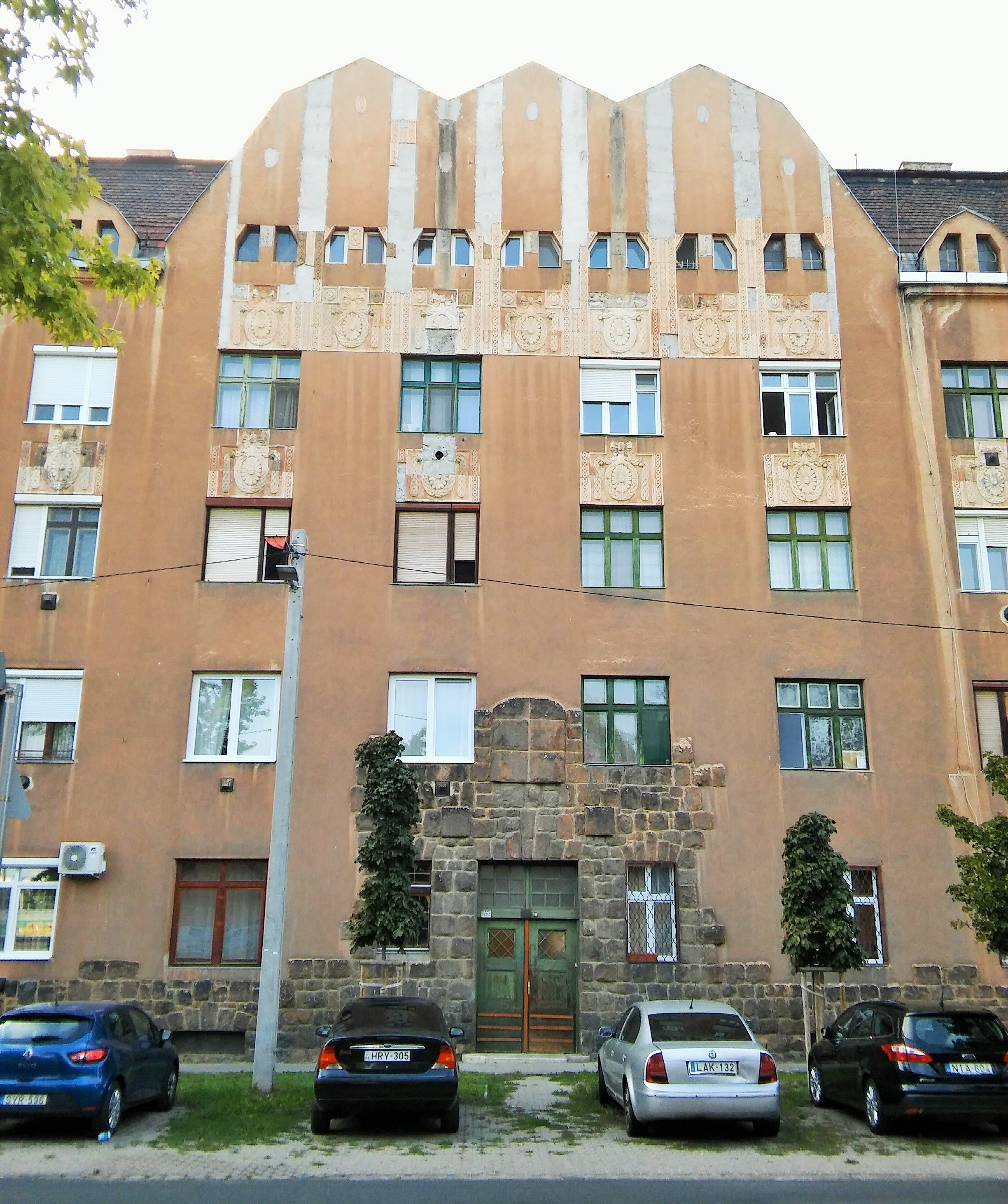
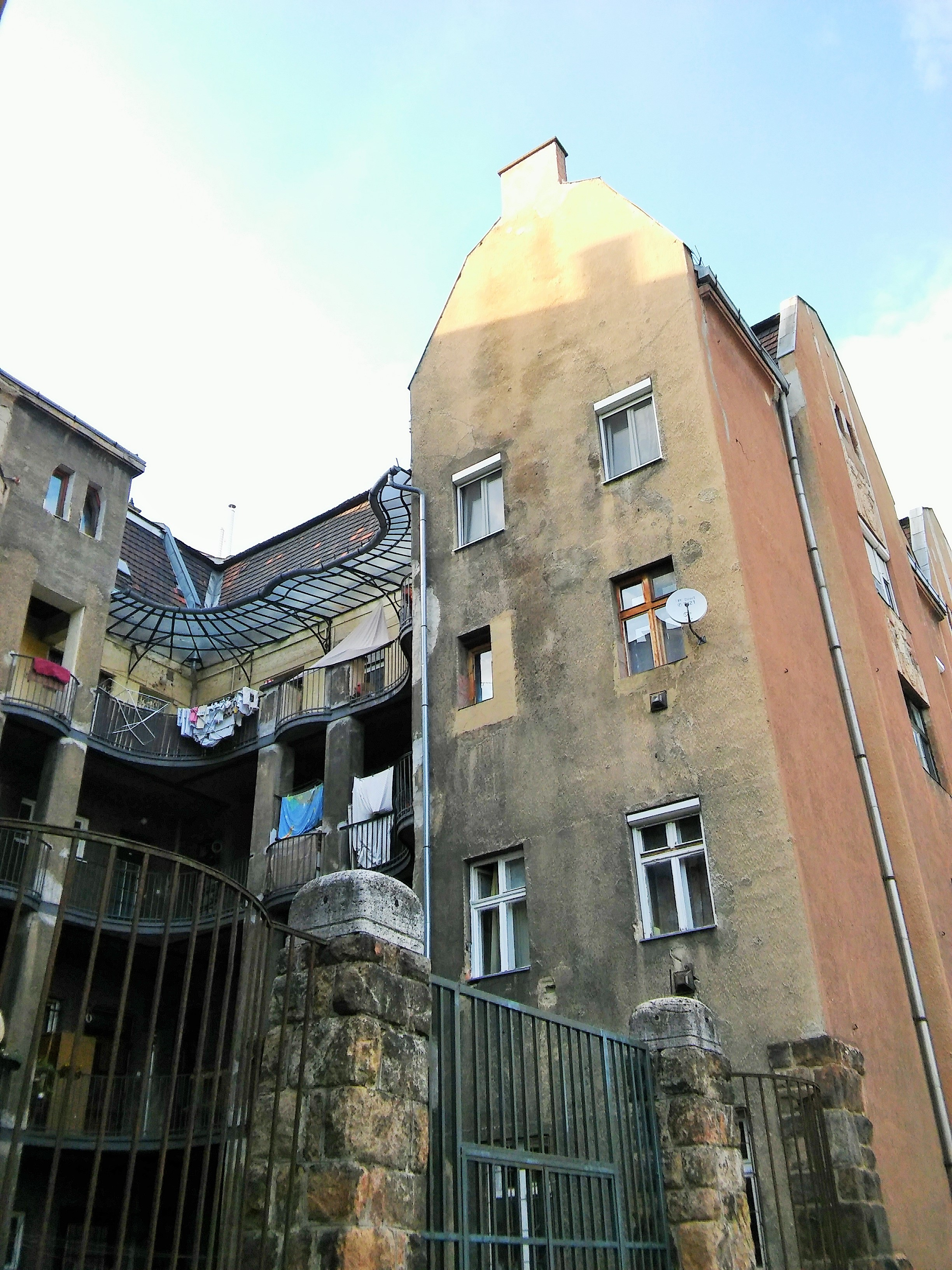
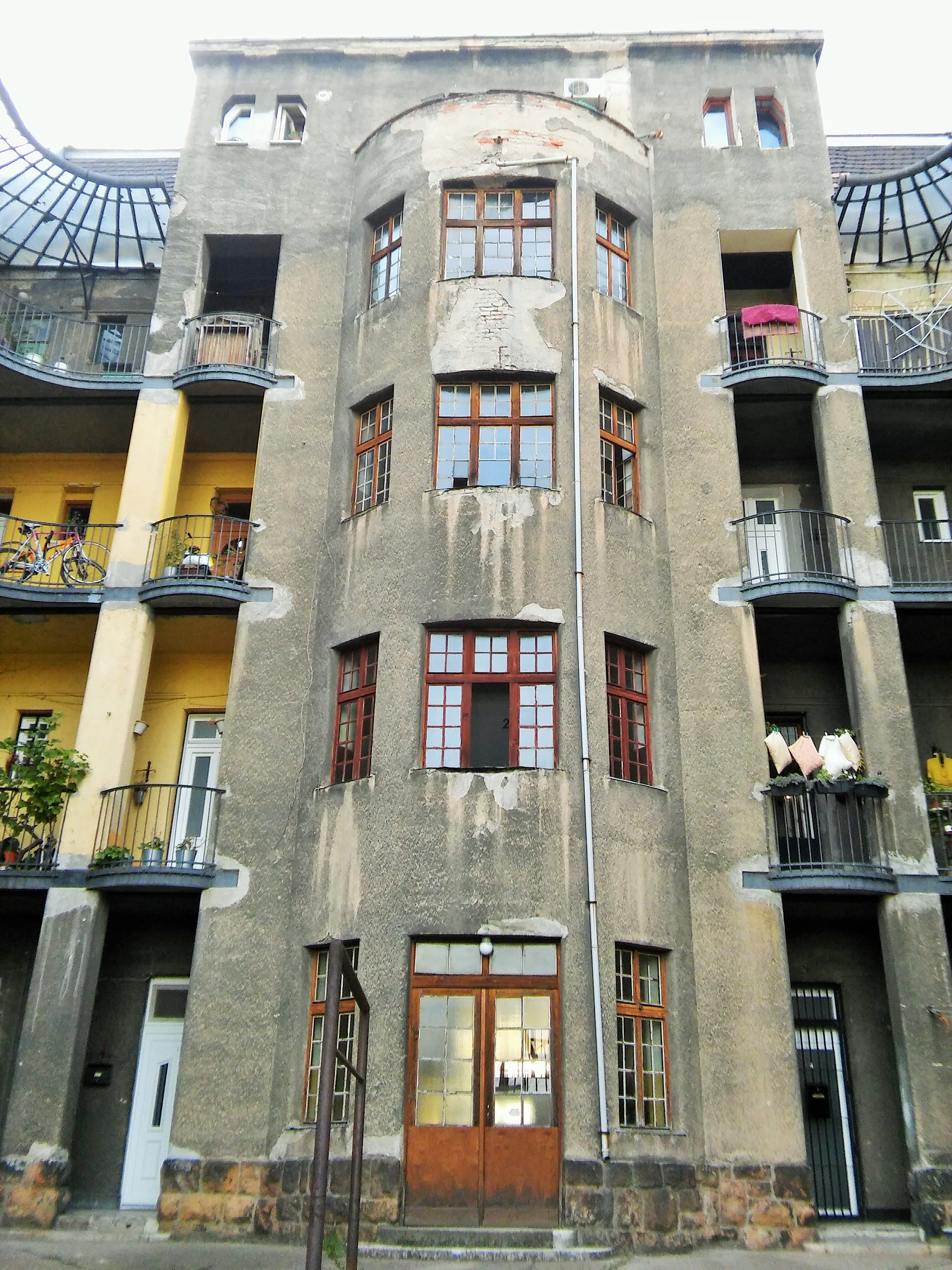
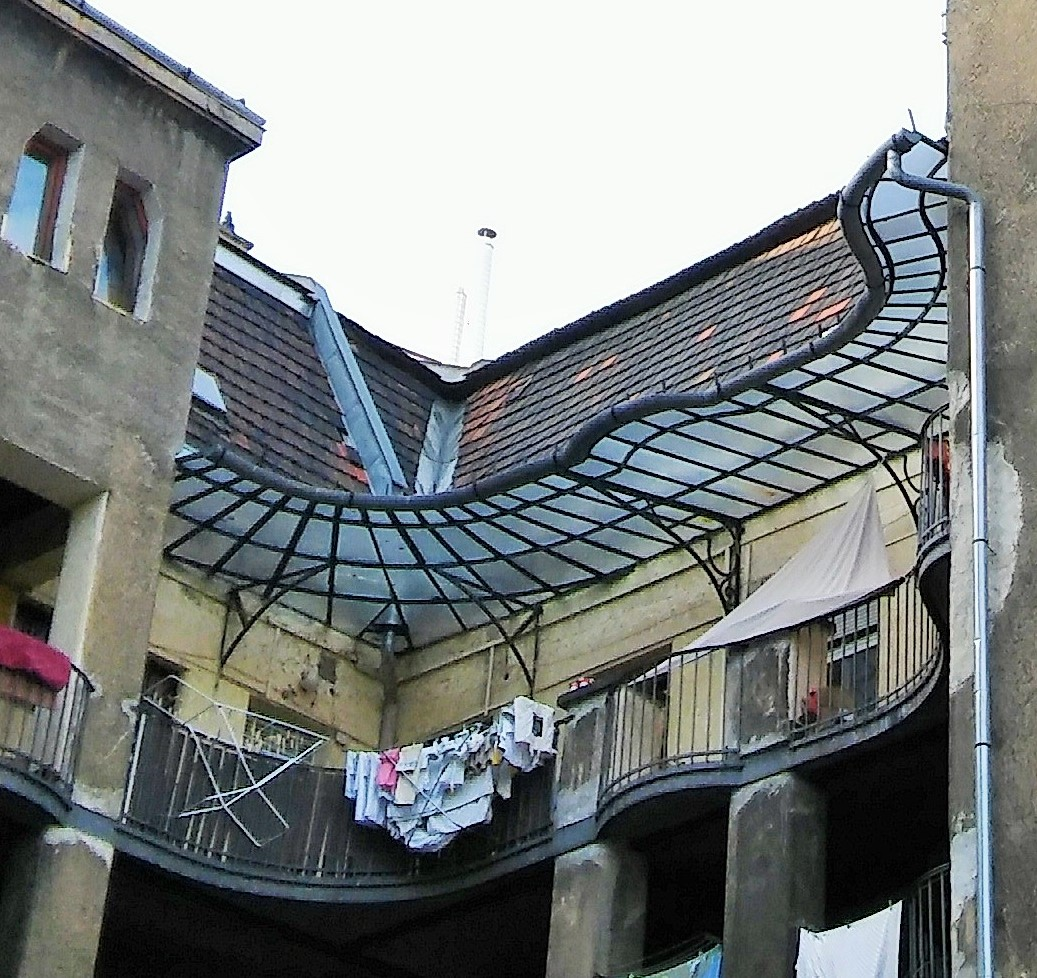
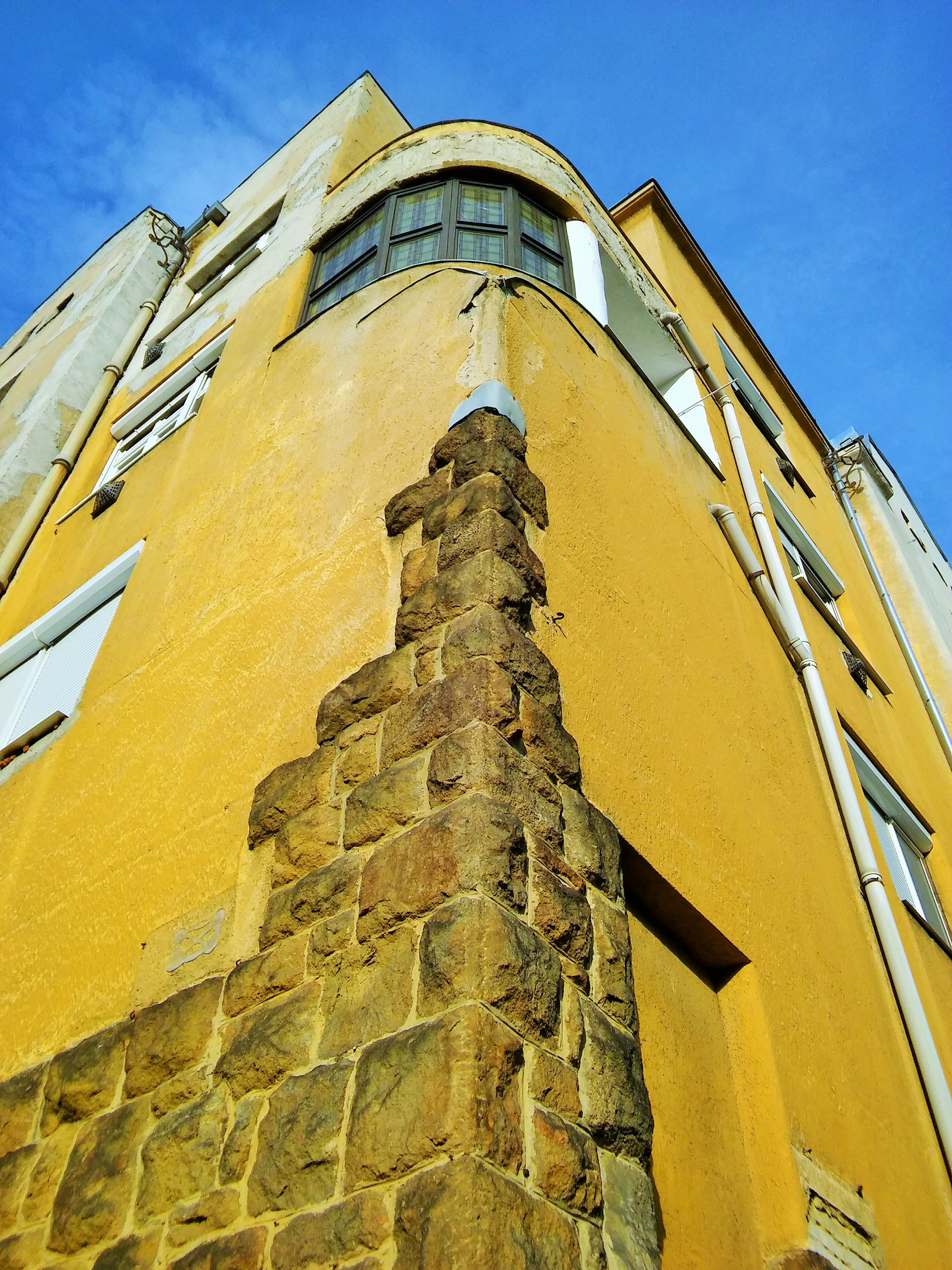
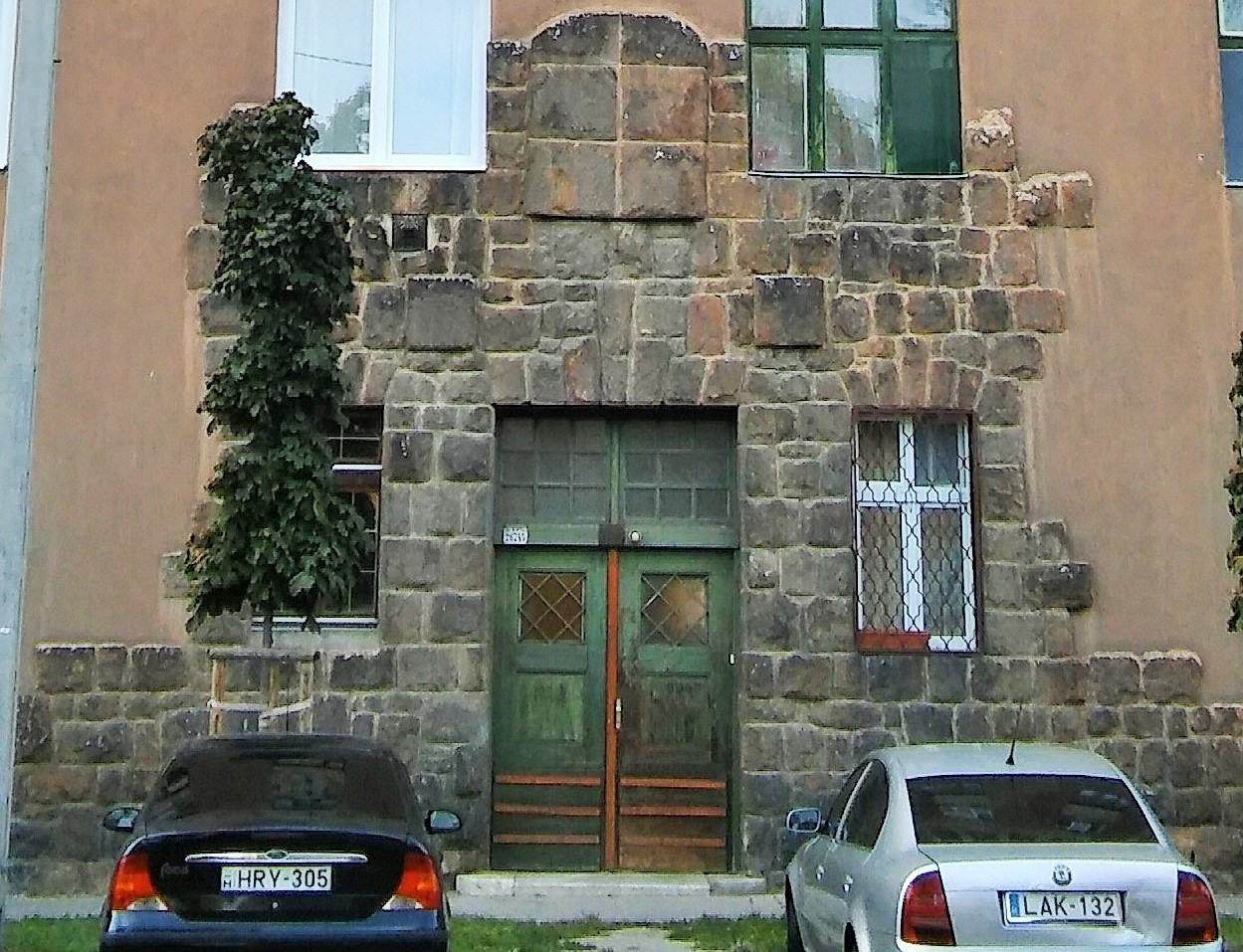
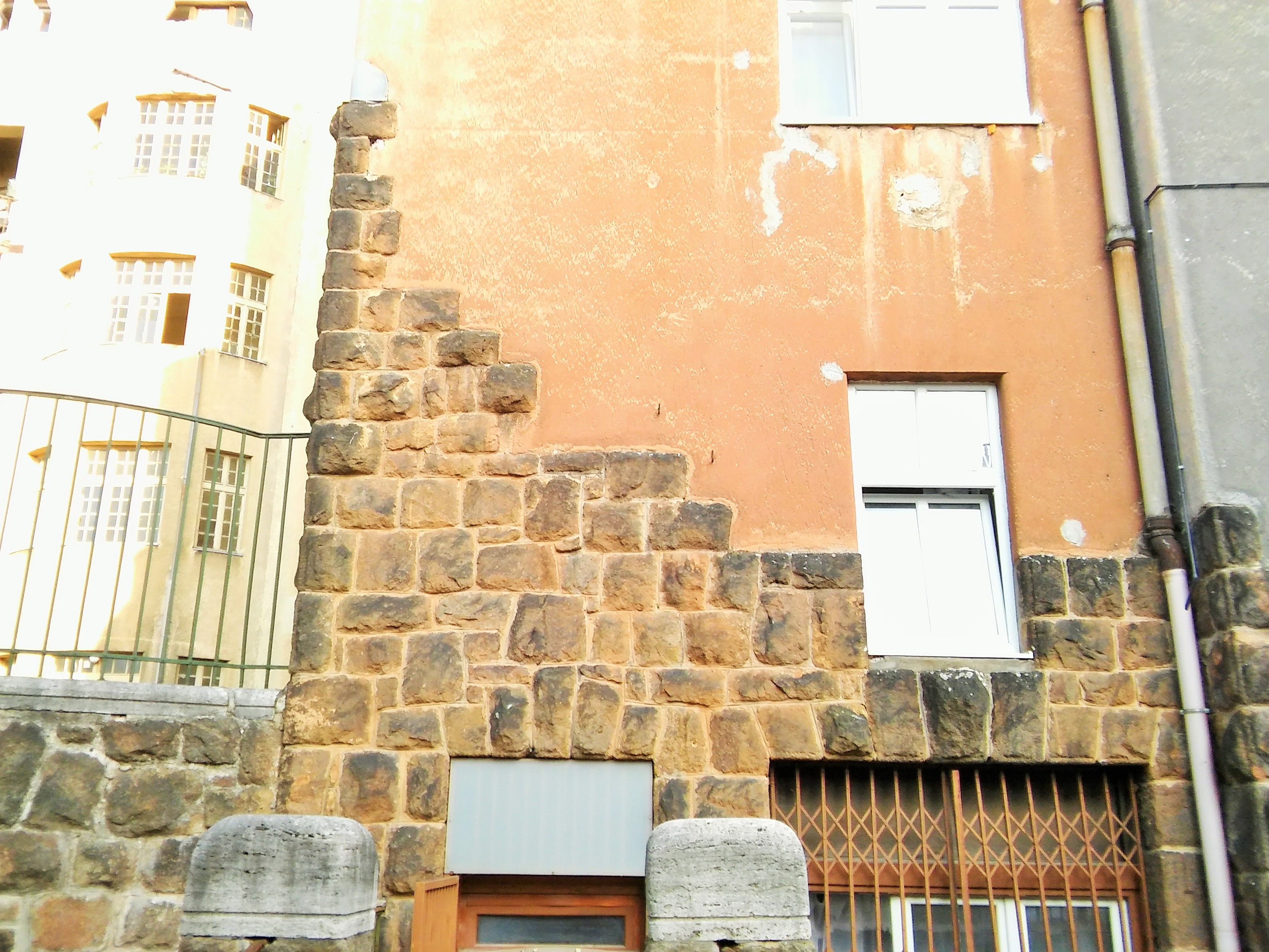
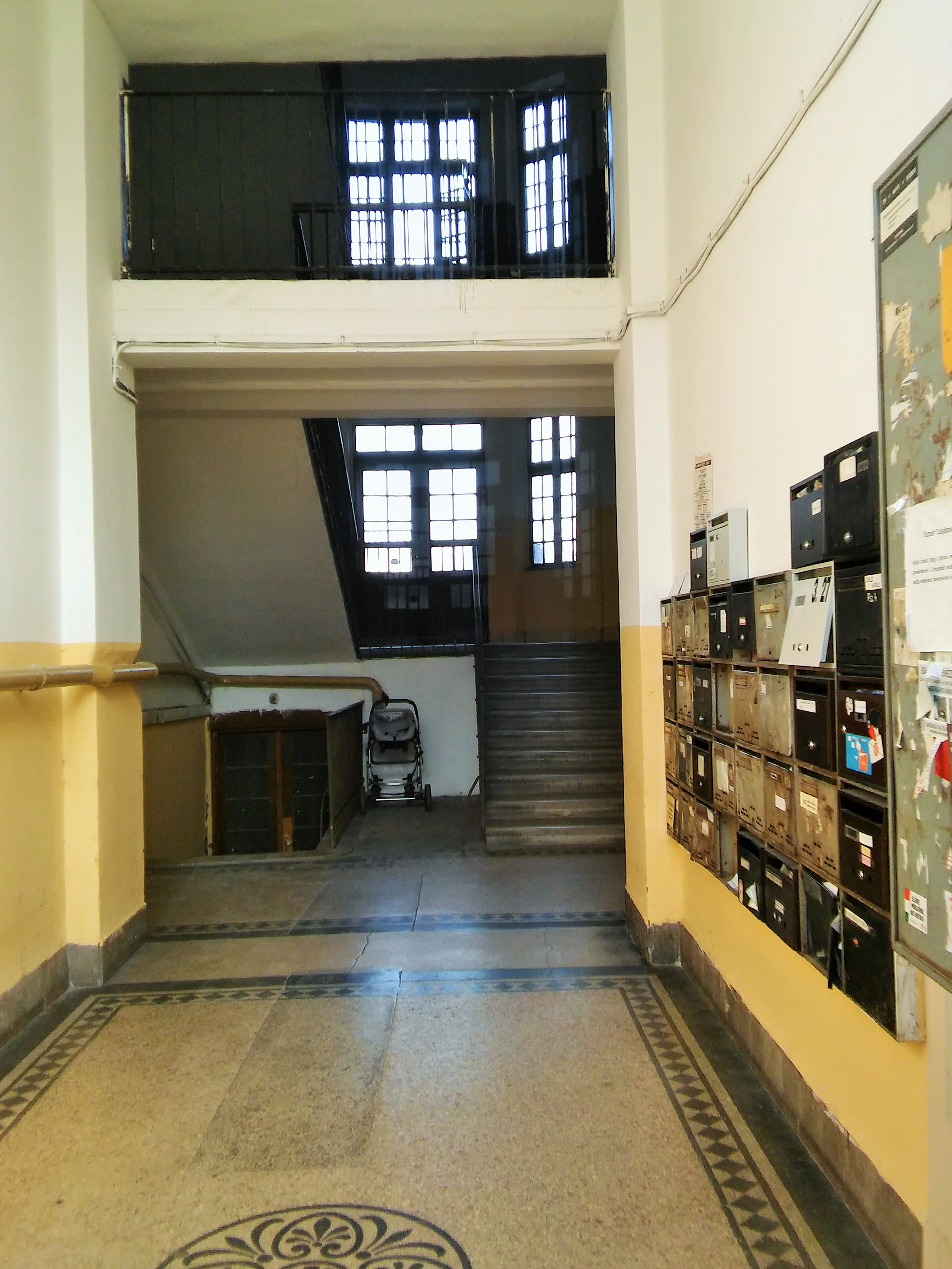